# Ginny Hawker and Tracy Schwarz
Ginny Hawker and Tracy Schwarz sind ein US-amerikanisches Folkmusik-Duo, das dafür bekannt ist, traditionelle Musik wie Bluegrass, Gospel und Old Time Music zu spielen. Das Duo nimmt jedoch gelegentlich Original-Songs und Musik zeitgenössischer Songwriter auf. Sie leben in West Virginia.

## Geschichte
Das Duo gründeten die beiden 1988.

### Ginny Hawker
Hawker wuchs bei ihrem Vater auf. In der Kindheit lebte sie in Süd-Virginia. Sie hat auch Soloalben aufgenommen.

### Tracy Schwarz
Tracy Schwarz war Mitglied der New Lost City Ramblers. Mit diesen wollte er südliche Musik in den Städten bekannter machen. Schwarz starb am 29. März 2025 in Elkins, West Virginia.

## Themen
In ihren Songs wollen die beiden die Landkultur der US-Südstaaten ausdrücken. Sie thematisieren Themen, die die Menschen in den bergigen Gebieten bewegen. Auch persönliche Geschichten werden besungen.

## Diskographie

### Ginny Hawker and Tracy Schwarz
- Draw Closer (2004, Rounder)
- Good Songs for Hard Times (2000, Copper Creek)

### Ginny Hawker
- Letters from My Father, Ginny Hawker (2001 Rounder)
- Bristol, A Tribute to the Carter Family, Ginny Hawker & Kay Justice (1999, Copper Creek/June Appal)
- Heart of a Singer, Hazel Dickens, Carol Elizabeth Jones, and Ginny Hawker (1998 Rounder)
- Come All You Tenderhearted, Ginny Hawker & Kay Justice (1995, June Appal)
- Signs & Wonders, Ginny Hawker & Kay Justice (June Appal)
- Pathway to West Virginia, Ginny Hawker & Kay Justice (Pathway)

### Tracy Schwarz
- New Lost City Ramblers: 40 Years of Concert Recordings (2001 Rounder)
- There Ain’t No Way Out, The New Lost City Ramblers (1997 Smithsonian Folkways)
- A Cajun Practice Music Tape, Tracy Schwarz
- Mes Amis!, The Tracy Schwarz Cajun Trio (1996, Swallow)
- Feel Bad Sometime (1990 Marimac Recordings)
- Louisiana and You (1991 Marimac Recordings)
- The Tracy Schwarz Cajun Trio (1993, Swallow)
- How to Play the Cajun Accordion, Marc Savoy and Tracy Schwarz
- Strange Creek Singers (1972, Arhoolie)
- 50 Years: Where Do You Come From? Where Do You Go? (2009 Smithsonian Folkways)
- Cajun Fiddle, Old and New: Instruction (1977 Smithsonian Folkways)
- Classic Old-Time Fiddle from Smithsonian Folkways (2007 Smithsonian Folkways)
- Dancing Bow and Singing Strings (1979 Smithsonian Folkways)
- Down Home with Tracy and Eloise Schwarz (1978 Smithsonian Folkways)
- Learn to Fiddle Country Style (1965 Smithsonian Folkways)
- Les Quatre Vieux Garçons:Dewey and Tony Balfa, and Tracy and Peter Schwarz (1984 Smithsonian Folkways)
- Look Out! Here It Comes (1975 Smithsonian Folkways)
- Modern Times: The New Lost City Ramblers (1968 Smithsonian Folkways)
- On the Great Divide: The New Lost City Ramblers (1975 Smithsonian Folkways)
- Out Standing in Their Field: The New Lost City Ramblers, Vol . 2, 1963-1973 (1993 Smithsonian Folkways)
- Remembrance of Things to Come: The New Lost City Ramblers (1973 Smithsonian Folkways)
- Rural Delivery No. 1: The New Lost City Ramblers (1964 Smithsonian Folkways)
- String Band Instrumentals: The New Lost City Ramblers (1964 Smithsonian Folkways)
- The Harry Smith Connection: A Live Tribute to the Anthology of American Folk Music (1998 Smithsonian Folkways)
- The New New Lost City Ramblers with Tracy Schwarz: Gone to the Country (1963 Smithsonian Folkways)
- Tracy Schwarz’s Fiddler's Companion (1981 Smithsonian Folkways)
- Tracy’s Family Band: Rode the Mule Around the World (1981 Smithsonian Folkways)
- Traditional Cajun Fiddle: Instruction (1976 Smithsonian Folkways)